# Anders Roth
Anders Roth (Hanko, 17 maart 1967) is een voormalig profvoetballer uit Finland, die speelde als middenvelder gedurende zijn carrière. Hij kwam onder meer uit voor de Zweedse club Örgryte IS. Roth beëindigde zijn loopbaan in 2001.

## Interlandcarrière
Roth kwam in totaal zeven keer uit voor de nationale ploeg van Finland in de periode 1989-1990. Hij maakte zijn debuut onder leiding van bondscoach Jukka Vakkila op 13 januari 1989 in de vriendschappelijke uitwedstrijd tegen Egypte (2-1 nederlaag) in Caïro, net als doelman Dan-Ola Eckerman (TPS Turku).

## Erelijst
MyPa-47
- Suomen Cup

1992, 1995